# Jaroszowice

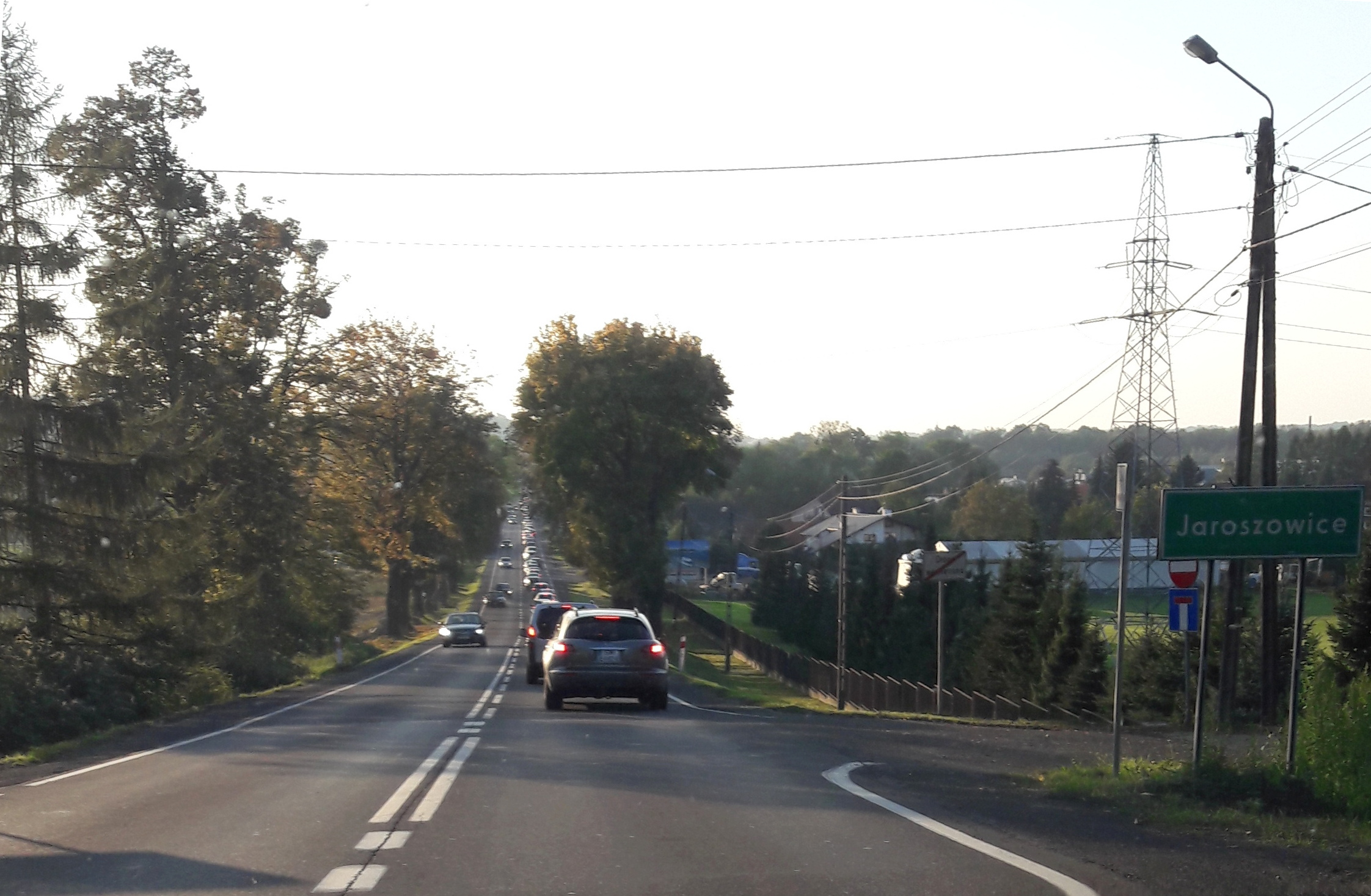
DK52 in Jaroszowice

Jaroszowice ist eine Ortschaft mit einem Schulzenamt der Gemeinde Wadowice im Powiat Wadowicki der Woiwodschaft Kleinpolen in Polen.

## Geographie
Der Ort liegt am rechten Ufer des Flusses Skawa unter den Kleinen Beskiden (Beskid Mały).
Nachbarorte sind die Stadt Wadowice im Norden, Klecza Dolna und Klecza Górna im Osten, Łękawica im Südosten, Świnna Poręba im Süden, Gorzeń Górny im Westen.

## Geschichte
Der Ort wurde 1317 erstmals urkundlich als Jaroschow erwähnt. Im Jahre 1350 existierte schon die Pfarrei Jarossow. Im 14. Jahrhundert umfasste Jaroszowice auch die Gründe der heutigen Dörfer Klecza Dolna und Klecza Górna, die später schrittweise unabhängig geworden sind.
Politisch gehörte das Dorf ursprünglich zum Herzogtum Auschwitz, dies bestand ab 1315 in der Zeit des polnischen Partikularismus. Seit 1327 bestand die Lehnsherrschaft des Königreichs Böhmen. Im Jahre 1440 wurde der Ort von Mikołaj Serafin, einem Untergebenen des polnischen Königs sowie Salzgraf (polnisch żupnik) italienischer Herkunft, gekauft. Kurz danach wurde der Ort mit einigen anderen Dörfer vom Herzogtum Auschwitz abgetrennt und am Königreich Polen für intra terminos Regni [Poloniae et] Regno in perpetuum cedatur angeschlossen. Anders ausgedrückt änderten sie die staatliche Zugehörigkeit früher als der Rest des Herzogtums Auschwitz bzw. Zator. Das wurde auch am 3. Februar 1441 von Władysław III. in Esztergom bestätigt: omne ius, quod sibi competebat ratione eius cessionis per ducem in hoc castro et villis Stronye, Leschnycza, Jaroschowcze, Zakrzow et Berwald, quarum tres ultimas Nicolaus gladifer suis pecuniis exemerat, ac silva Ochodza in perpetuum concedit. Die oben erwähnte Dörfer wurden im Jahre 1474/1475 zur Starostei von Barwałd.
Bei der Ersten Teilung Polens kam Jaroszowice 1772 zum neuen Königreich Galizien und Lodomerien des habsburgischen Kaiserreichs (ab 1804).
1918, nach dem Ende des Ersten Weltkriegs und dem Zusammenbruch der k.u.k. Monarchie, kam Jaroszowice zu Polen. Unterbrochen wurde dies nur durch die Besetzung Polens durch die Wehrmacht im Zweiten Weltkrieg.
Von 1975 bis 1998 gehörte Jaroszowice zur Woiwodschaft Bielsko-Biała.

## Verkehr
Durch Jaroszowice im nördlichen Rand verläuft die Staatsstraße DK 52, die Bielsko-Biała mit Kraków verbindet.